# Broye-Aubigney-Montseugny
Pour les articles homonymes, voir Broye.
Broye-Aubigney-Montseugny est une commune française située dans le département de la Haute-Saône, la région culturelle et historique de Franche-Comté et la région administrative Bourgogne-Franche-Comté, qui résulte de la fusion en 1972 de trois villages : Broye-les-Pesmes, Aubigney et Montseugny.

## Géographie
La commune de Broye-Aubigney-Monsteugny est située au bord de l'Ognon et de la Saône, qui forment les limites sud-ouest du département avec la Côte-d'Or et du département du Jura. L'Ognon se jette dans la Saône à Broye-les-Pesmes au lieu-dit du Port Saint-Pierre, où se trouve un embarcadère utilisé par le tourisme fluvial.
Sur la commune est situé le seul pont existant entre les deux anciennes régions de Bourgogne et de Franche-Comté.[Information douteuse]

### Climat
Pour des articles plus généraux, voir Climat de la Bourgogne-Franche-Comté et Climat de la Haute-Saône.
En 2010, le climat de la commune est de type climat des marges montargnardes, selon une étude du Centre national de la recherche scientifique s'appuyant sur une série de données couvrant la période 1971-2000. En 2020, Météo-France publie une typologie des climats de la France métropolitaine dans laquelle la commune est exposée à un climat semi-continental et est dans une zone de transition entre les régions climatiques « Lorraine, plateau de Langres, Morvan » et « Bourgogne, vallée de la Saône ». 
Pour la période 1971-2000, la température annuelle moyenne est de 10,4 °C, avec une amplitude thermique annuelle de 17,3 °C. Le cumul annuel moyen de précipitations est de 930 mm, avec 12,1 jours de précipitations en janvier et 8,4 jours en juillet. Pour la période 1991-2020, la température moyenne annuelle observée sur la station météorologique de Météo-France la plus proche, « Poyans », sur la commune de Poyans à 15 km à vol d'oiseau, est de 11,1 °C et le cumul annuel moyen de précipitations est de 911,8 mm. 
La température maximale relevée sur cette station est de 40,8 °C, atteinte le 12 août 2003 ; la température minimale est de −27 °C, atteinte le 9 janvier 1985,,. 
Les paramètres climatiques de la commune ont été estimés pour le milieu du siècle (2041-2070) selon différents scénarios d'émission de gaz à effet de serre à partir des nouvelles projections climatiques de référence DRIAS-2020. Ils sont consultables sur un site dédié publié par Météo-France en novembre 2022.

## Urbanisme

### Typologie
Au 1er janvier 2024, Broye-Aubigney-Montseugny est catégorisée commune rurale à habitat dispersé, selon la nouvelle grille communale de densité à sept niveaux définie par l'Insee en 2022.
Elle est située hors unité urbaine. Par ailleurs la commune fait partie de l'aire d'attraction de Gray, dont elle est une commune de la couronne,. Cette aire, qui regroupe 63 communes, est catégorisée dans les aires de moins de 50 000 habitants,.

### Occupation des sols
L'occupation des sols de la commune, telle qu'elle ressort de la base de données européenne d’occupation biophysique des sols Corine Land Cover (CLC), est marquée par l'importance des territoires agricoles (49 % en 2018), une proportion sensiblement équivalente à celle de 1990 (49,5 %). La répartition détaillée en 2018 est la suivante : forêts (41,2 %), terres arables (40,1 %), prairies (7,4 %), zones industrielles ou commerciales et réseaux de communication (4,3 %), zones urbanisées (3 %), zones agricoles hétérogènes (1,5 %), eaux continentales (1,4 %), milieux à végétation arbustive et/ou herbacée (1,1 %). L'évolution de l’occupation des sols de la commune et de ses infrastructures peut être observée sur les différentes représentations cartographiques du territoire : la carte de Cassini (XVIIIe siècle), la carte d'état-major (1820-1866) et les cartes ou photos aériennes de l'IGN pour la période actuelle (1950 à aujourd'hui).

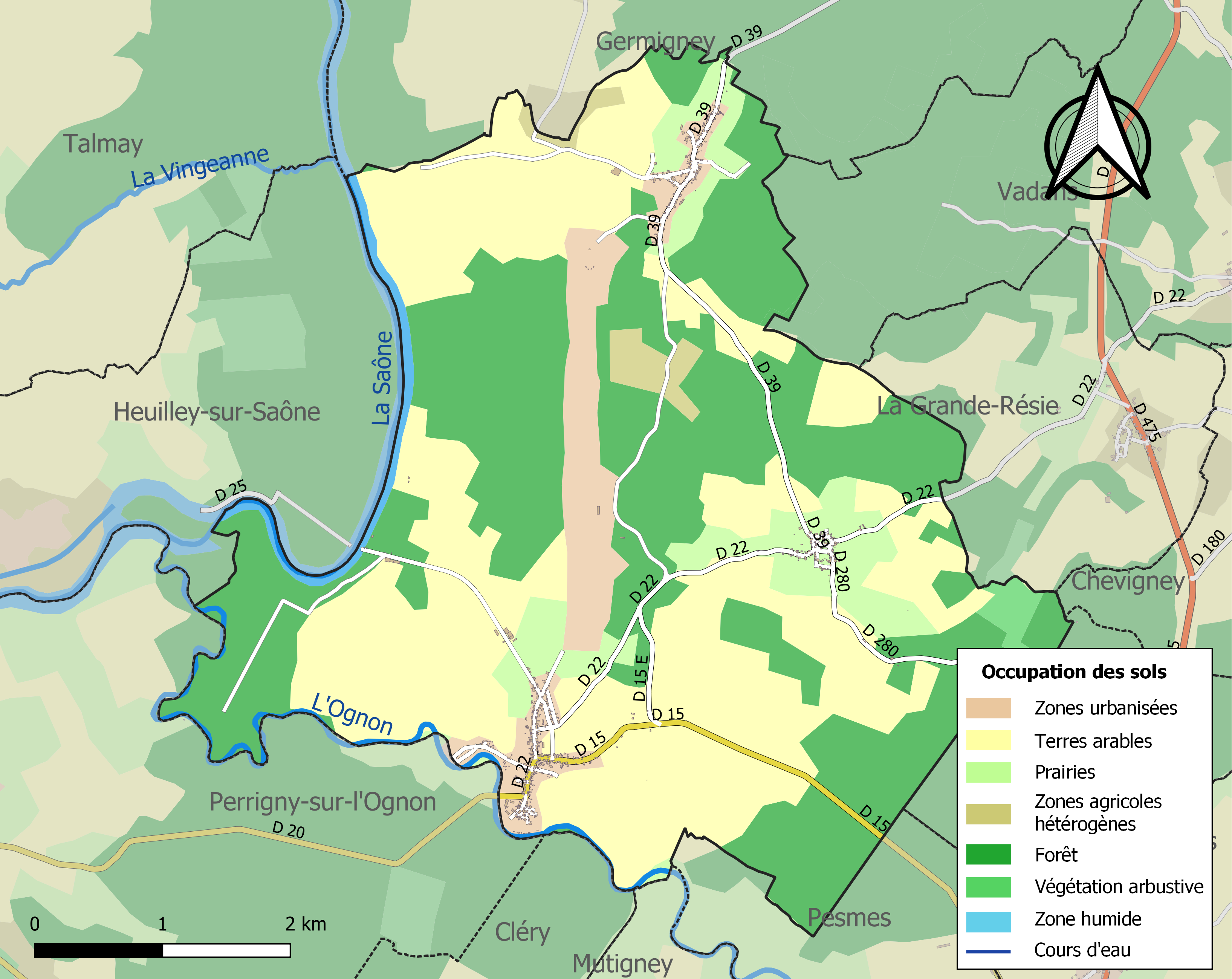
Carte des infrastructures et de l'occupation des sols de la commune en 2018 (CLC).

## Histoire
La commune de Broye-Aubigney-Montseugny  est née de la fusion en 1972 des communes de Broye-les-Pesmes, Aubigney et Montseugny. Elle porta de 1972 à 1974 le nom de Broye-lès-Pesmes-Aubigney-Montseugny.
Broye-les-Pesmes
Une voie romaine aboutissait au Port Saint-Pierre, en bord de Saône. Au XIXe siècle, les habitants du secteur la nommait « vie » d'Aubigney.
À partir de 1873, un bac assure la liaison entre le Port Saint-Pierre et la rive opposée de l'Ognon. À Heuilley-sur-Saône, la signalétique témoigne encore de l'existence passée du bac.
Le village est desservi par les chemins de fer vicinaux de la Haute-Saône de 1901 à 1938, sur la branche de Gray à Pesmes et Dole. Une halte ferroviaire est située en 1905 près de l'ancienne féculerie. Elle est aujourd'hui convertie en habitation.

### Les Templiers et les Hospitaliers
En 1120, l'église dépendait de Saint-Étienne de Dijon, qui la céda aux Templiers lorsqu'ils fondèrent leur établissement de Montseugny. Les biens de l'ordre du Temple ayant passé, lors de sa suppression, aux Hospitaliers de l'ordre de Saint-Jean de Jérusalem, ceux-ci maintinrent la commanderie de Montseugny et en firent un membre de la commanderie de Sales. Leur chapelle, anciennement devenue l'église paroissiale du village, a été partiellement reconstruite entre 1833 et 1835. La partie conservée paraît remonter au XIIIe siècle ou XIVe siècle et avoir été bâtie avec des matériaux provenant d'un édifice beaucoup plus ancien encore. En perçant des murs, on y a trouvé des fragments de colonnes, de chapiteaux, etc.
Quelques anciens commandeurs hospitaliers de Montseugny :
- 1373, 1395 : Pierre de Billains ;
- 1409 : Jehan de Villerssaissel, commandeur de Dole, Sales, La Villedieu et Montseugny ;
- 1447 : Antoine Dortain ;
- 1553 : Jean de Laure ;
- 1561 : Marc de la Goutte ;
- 1578 : Anthoine Crossing ;
- 1586 : Jean de Vauldrey ;
- 1618 et avant : Pierre de la Poëpe ;
- 1725, 1735, 1738 : Chabrillant.

## Politique et administration

### Rattachements administratifs et électoraux
La commune fait partie de l'arrondissement de Vesoul du département de la Haute-Saône, en région Bourgogne-Franche-Comté. Pour l'élection des députés, elle dépend de la première circonscription de la Haute-Saône.
Elle faisait partie depuis 1793 du canton de Pesmes (sauf Montseugny, qui n'y a été rattaché qu'en 1826,). Dans le cadre du redécoupage cantonal de 2014, la commune est désormais rattachée au canton de Marnay.

### Intercommunalité
La commune faisait partie de la petite communauté de communes du val de Pesmes, créée par un arrêté préfectoral du 12 décembre 2002, et qui prenait la suite du Syndicat intercommunal de développement et d’aménagement du canton de Pesmes.
Dans le cadre des dispositions de la loi portant nouvelle organisation territoriale de la République (Loi NOTRe) du 7 août 2015, qui prévoit que les établissements publics de coopération intercommunale (EPCI) à fiscalité propre doivent avoir un minimum de 15 000 habitants (et 5 000 habitants en zone de montagnes), le préfet de la Haute-Saône a présenté en octobre 2015 un projet de révision du Schéma départemental de coopération intercommunale (SDCI) qui prévoit notamment la scission de cette communauté de communes et le rattachement de certaines de ses communes à la communauté de communes du val marnaysien et les autres communes à celle du Val de Gray,.
Malgré l'opposition du Val de Pesmes, le SDCI définitif, approuvé par le préfet le 30 mars 2016, a prévu l'extension : 
- du Val Marnaysien aux communes de Bard-lès-Pesmes, Berthelange, Brésilley, Chancey, Chaumercenne, Courcelles-Ferrières, Corcondray, Etrabonne, Ferrières-les-Bois, Malans, Mercey-le-Grand, Montagney, Motey-Besuche, Villers-Buzon, portant le nouvel ensemble à 13 784 habitants, selon le recensement de 2013 ;
- Val de Gray aux communes d'Arsans, Broye-Aubigney-Montseugny, Chevigney, La Grande-Résie, La Résie-Saint-Martin, Lieucourt, Pesmes, Sauvigney-lès-Permes, Vadans, Valay et Venère, portant le nouvel ensemble à 20 807 habitants[20].

C'est ainsi que la commune est désormais membre depuis le  1er janvier 2017 de la Communauté de communes Val de Gray.

### Liste des maires
| Période                                                                      | Période        | Identité                  | Étiquette | Qualité                                                                             |
| ---------------------------------------------------------------------------- | -------------- | ------------------------- | --------- | ----------------------------------------------------------------------------------- |
| Les données manquantes sont à compléter. Maires d'Aubigney                   |                |                           |           |                                                                                     |
| décembre 1792                                                                | mars 1795      | Jean Antoine Julien       |           |                                                                                     |
| mars 1795                                                                    | décembre 1797  | François Xavier Guillemot |           |                                                                                     |
| décembre 1797                                                                | mai 1800       | Jean Theuriet             |           |                                                                                     |
| mai 1800                                                                     | juillet 1807   | Jean Salette              |           |                                                                                     |
| juillet 1807                                                                 | mai 1815       | Joseph Malthet            |           |                                                                                     |
| mai 1815                                                                     | mars 1816      | Jean François Julien      |           |                                                                                     |
| avril 1816                                                                   | décembre 1819  | Nicolas Jussier           |           |                                                                                     |
| décembre 1819                                                                | novembre 1830  | Lazare Julien             |           |                                                                                     |
| décembre 1820                                                                | À compléter    | Jean-Claude Guillemot     |           |                                                                                     |
| Les données manquantes sont à compléter. Maires de Montseugny                |                |                           |           |                                                                                     |
| décembre 1792                                                                | novembre 1795  | Claude Jourdant           |           |                                                                                     |
| novembre 1795                                                                | mars 1797      | Nicolas Jourdant          |           |                                                                                     |
| mars 1797                                                                    | novembre 1797  | Charles Sordelet          |           |                                                                                     |
| novembre 1797                                                                | novembre 1798  | Nicolas Damasse           |           |                                                                                     |
| novembre 1798                                                                | juin 1800      | Nicolas Joly              |           |                                                                                     |
| juin 1800                                                                    | mars 1801      | Joseph Morey              |           |                                                                                     |
| mars 1801                                                                    | décembre 1807  | Pierre Bonnaventure       |           |                                                                                     |
| janvier 1808                                                                 | juin 1809      | Christophe Pyot           |           |                                                                                     |
| juillet 1809                                                                 | avril 1816     | Pierre Millet             |           |                                                                                     |
| mai 1816                                                                     | décembre 1830  | Jean-Antoine Morey        |           |                                                                                     |
| décembre 1830                                                                | novembre 1831  | Jean-Pierre Bonnaventure  |           |                                                                                     |
| novembre 1831                                                                | septembre 1837 | François Joly             |           |                                                                                     |
| octobre 1837                                                                 | août 1843      | Nicolas Jeandot           |           |                                                                                     |
| septembre 1843                                                               | août 1848      | François Sordelet         |           |                                                                                     |
| septembre 1848                                                               | août 1852      | Jean-Claude Sordelet      |           |                                                                                     |
| septembre 1852                                                               | août 1860      | François Bonnaventure     |           |                                                                                     |
| septembre 1860                                                               | août 1865      | François Sordelet         |           |                                                                                     |
| septembre 1865                                                               | avril 1871     | François Grillon          |           |                                                                                     |
| mai 1871                                                                     | avril 1884     | Léon Baussain             |           |                                                                                     |
| mai 1884                                                                     | avril 1885     | Charles-François Grillon  |           |                                                                                     |
| mai 1885                                                                     | 1902           | Stéphane Bonnaventure     |           |                                                                                     |
| 1902                                                                         | 1905           | Thomas Bonnaventure       |           |                                                                                     |
| 1905                                                                         | février 1934   | Lucien Cercley            |           |                                                                                     |
| février 1934                                                                 | À compléter    | Émile Guy                 |           |                                                                                     |
|                                                                              |                |                           |           |                                                                                     |
| Les données manquantes sont à compléter. Maires de Broye-Aubigney-Montseugny |                |                           |           |                                                                                     |
| mars 2001                                                                    | mars 2008      | Paul-André Gin            |           |                                                                                     |
| mars 2008                                                                    | mars 2014      | Jean-Jacques Bonnotte     |           |                                                                                     |
| mars 2014                                                                    | juin 2020      | Gérard Gandré             |           | Industriel retraité en Côte-d'Or Vice-président de la CC du val de Pesmes (2014 → ) |
| juin 2020                                                                    | En cours       | Jean-François Cercley     |           |                                                                                     |

Le conseil municipal a également élu deux maires délégués : Régis Muzard pour Broye-les-Pesmes et Daniel Cercley pour Montseugny.

## Population et société

### Démographie
L'évolution du nombre d'habitants est connue à travers les recensements de la population effectués dans la commune depuis 1793. Pour les communes de moins de 10 000 habitants, une enquête de recensement portant sur toute la population est réalisée tous les cinq ans, les populations de référence des années intermédiaires étant quant à elles estimées par interpolation ou extrapolation. Pour la commune, le premier recensement exhaustif entrant dans le cadre du nouveau dispositif a été réalisé en 2006.

En 2022, la commune comptait 512 habitants, en évolution de +7,34 % par rapport à 2016 (Haute-Saône : −1,4 %, France hors Mayotte : +2,11 %).
| 1793 | 1800 | 1806 | 1821 | 1831 | 1836 | 1841 | 1846 | 1851 |
| ---- | ---- | ---- | ---- | ---- | ---- | ---- | ---- | ---- |
| 700  | 661  | 683  | 657  | 642  | 647  | 644  | 668  | 671  |

| 1856 | 1861 | 1866 | 1872 | 1876 | 1881 | 1886 | 1891 | 1896 |
| ---- | ---- | ---- | ---- | ---- | ---- | ---- | ---- | ---- |
| 602  | 558  | 554  | 550  | 520  | 522  | 506  | 482  | 484  |

| 1901 | 1906 | 1911 | 1921 | 1926 | 1931 | 1936 | 1946 | 1954 |
| ---- | ---- | ---- | ---- | ---- | ---- | ---- | ---- | ---- |
| 509  | 503  | 457  | 387  | 412  | 389  | 384  | 324  | 291  |

| 1962 | 1968 | 1975 | 1982 | 1990 | 1999 | 2006 | 2011 | 2016 |
| ---- | ---- | ---- | ---- | ---- | ---- | ---- | ---- | ---- |
| 299  | 270  | 424  | 461  | 469  | 461  | 463  | 460  | 477  |

| 2021 | 2022 | - | - | - | - | - | - | - |
| ---- | ---- | - | - | - | - | - | - | - |
| 508  | 512  | - | - | - | - | - | - | - |

### Lecture publique
Une bibliothèque municipale a été aménagée en 2016 dans les locaux de l'ancien bureau de poste.

## Économie
La principale ressource économique de la commune est le bois.

## Culture locale et patrimoine

### Lieux et monuments
Intérêts particuliers : la rivière Ognon (pêche, baignade, navigation).
Broye-les-Pesmes
La construction de l'église Saint Pierre et Saint Paul débute le 6 mai 1754 sur les plans de Jean-Pierre Galezot. Un acte rédigé par Christophe Quattre, prêtre de Broye-lès-Pesmes à cette époque, donne des détails sur le début des travaux : 

« L'an mil sept cent cinquant quatre, le six may, environ les six heures du soir, en présence des honorables anciens et principaux habitans de Broye les Pesmes, Nicolas Lepagnol, Joseph Perron le vieux, Charles Thiebaud, Charles Oudin, Michel Ferru le jeune, Charles Perron le jeune, Pierre Vuillemenot, Jean François le Franc, Claude Thomas, Louis Perron et plusieurs autres habitans dud Broye, la premiere pierre de léglise dud lieu dont le Sieur Edme Morel de Gray a eû ladjudication, a été bénie et posée par le Sieur Christophe Quattre prêtre pourvu de la cure de Broye lequel a fait gravé en lettres majuscules les -mots- suivant, en l'honneur de Saint Pierre apotre et le patron dud Broye

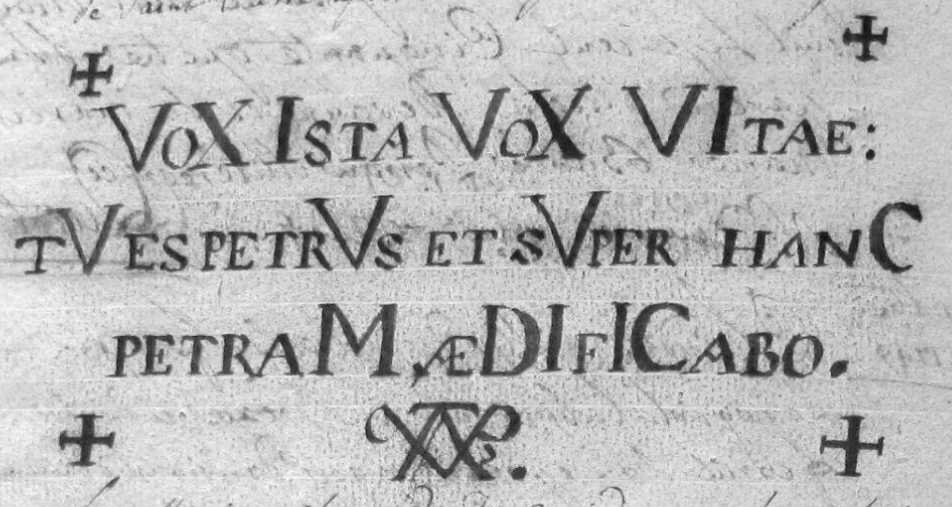

VOX ISTA VOX VITAE : TV ES PETRVS ET SVPER HANC PETRA MAEDIFICABO - PAX
laquelle pierre large de deux pieds quarrés ou sont aussi gravés les premieres lettre des noms des susd habitans a été placée dans la fondation du milieu du maitre autel au joignant de la fondation de la muraille du choeur de léglise.
Quattre curé »

Le retable de l'église est classé à l'inventaire des monuments historiques (décors sculptés du chœur). Le clocher est typique de la Franche-Comté. Le presbytère date de  la fin du XVIIIe siècle.
Sur l'ancien aéroport militaire de Broye-lès-Pesmes sont installées les antennes d'émission du système radar GRAVES (Grand Réseau Adapté à la Veille Spatiale) conçu par l'ONERA, exploité par l'Armée de l'Air, destiné à traquer les satellites et autres objets circulant jusqu'à une altitude de 1 000 km. Ce système de surveillance, équivalant aux installations de la NORAD (États-Unis-Canada), permet principalement le repérage des satellites espions. Les antennes de réception sont situées, elles, près du plateau d'Albion sur la commune de Simiane-la-Rotonde dans les Alpes-de-Haute-Provence.
La mairie de Broye-les-Pesmes date du début du XIXe siècle et l'école communale a été construite vers 1912 d'après les plans de l'architecte A. Courvoisier, par l'entrepreneur Alexandre Jardel.

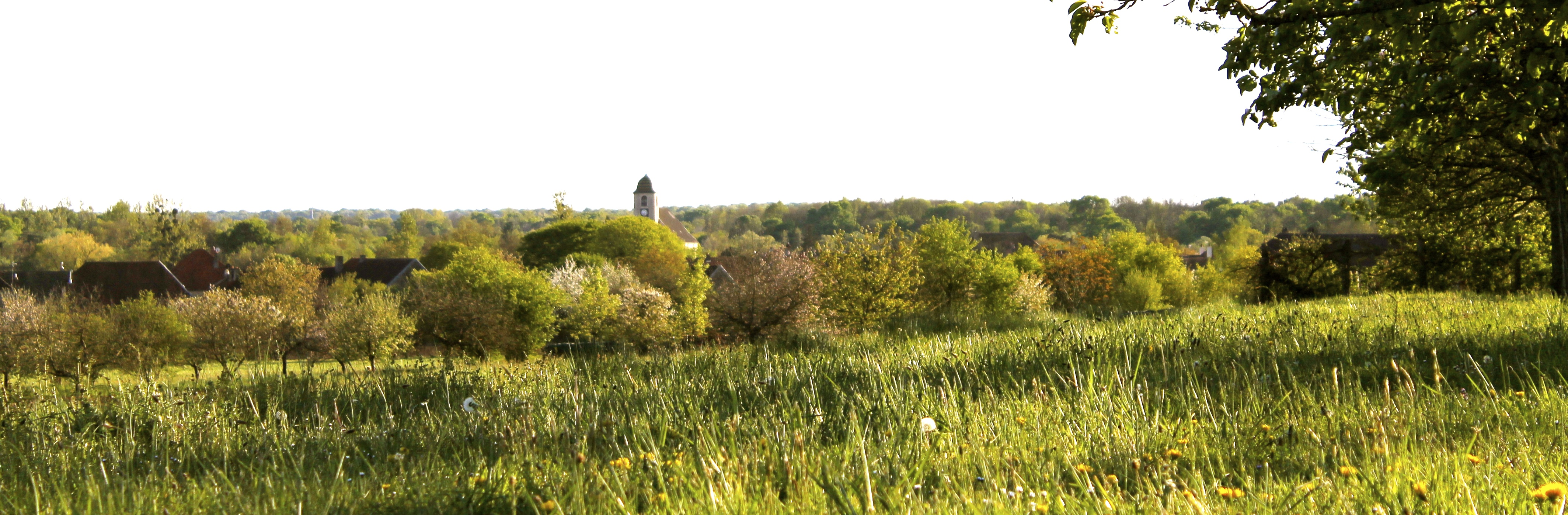
Vue du village de Broye depuis les vergers.
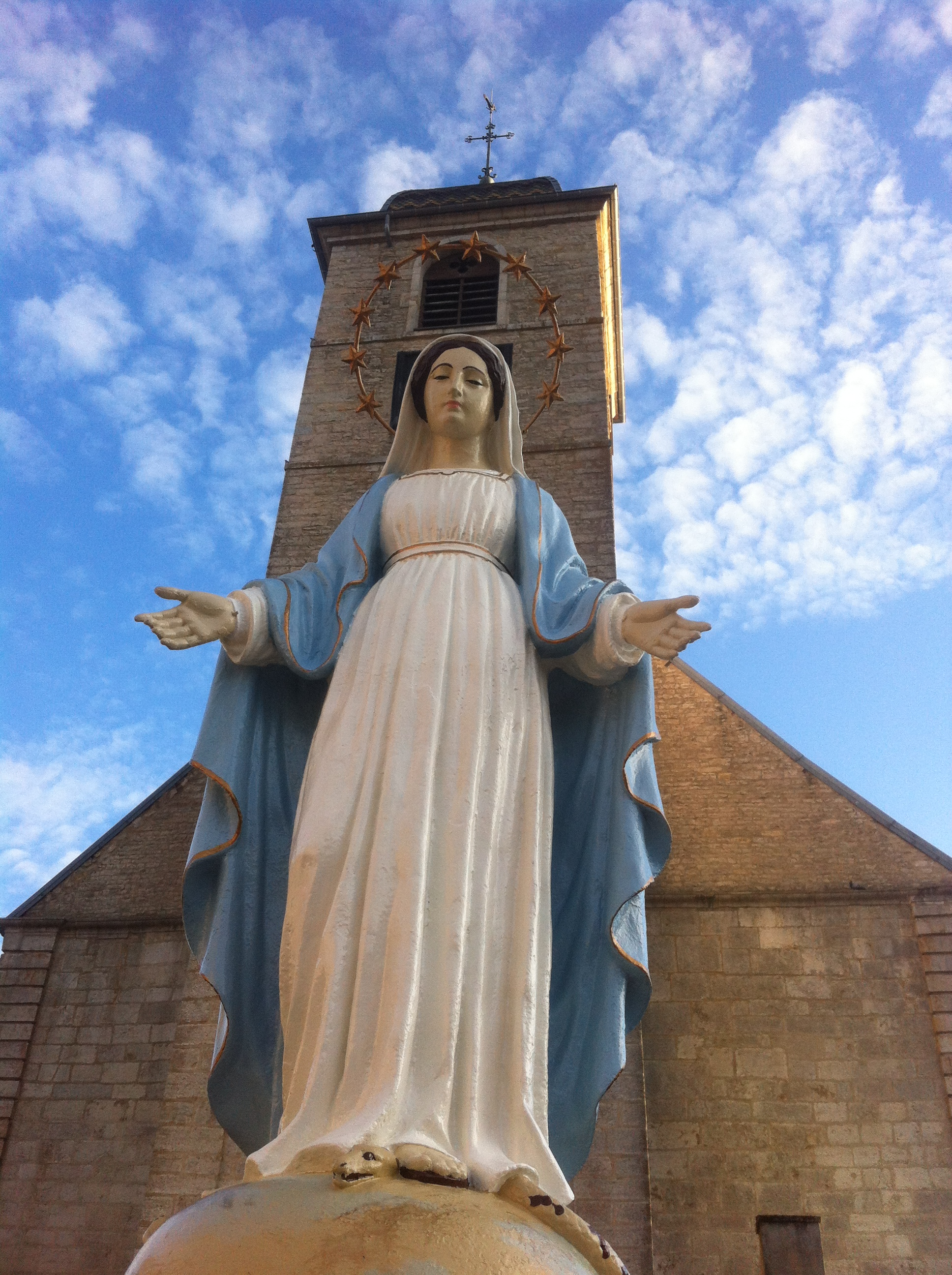
Vierge au serpent devant l'église.

Aubigney
L'église date du XVIIIe siècle et présente un clocher franc-comtois dit à l'impériale. Le lavoir communal conçu par Albert et Christophe Colard date de 1880 et l'école a été construite entre 1909 et 1911 par l'architecte J. Laplanche. La mairie a été édifiée en 1906 d'après les plans de l'architecte Louis Colard par l'entrepreneur Henri Coquibus.

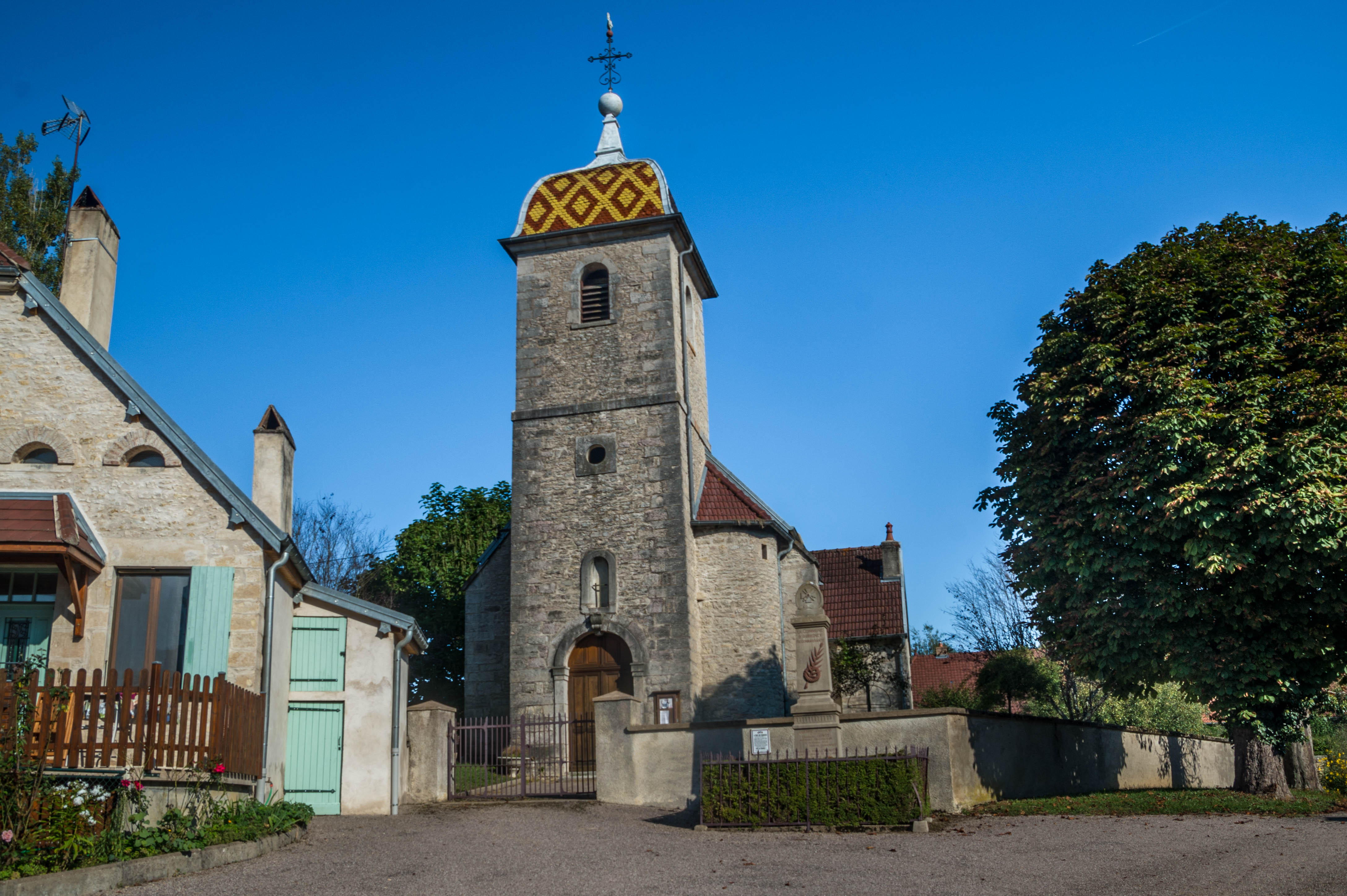
L'église d'Aubigney.
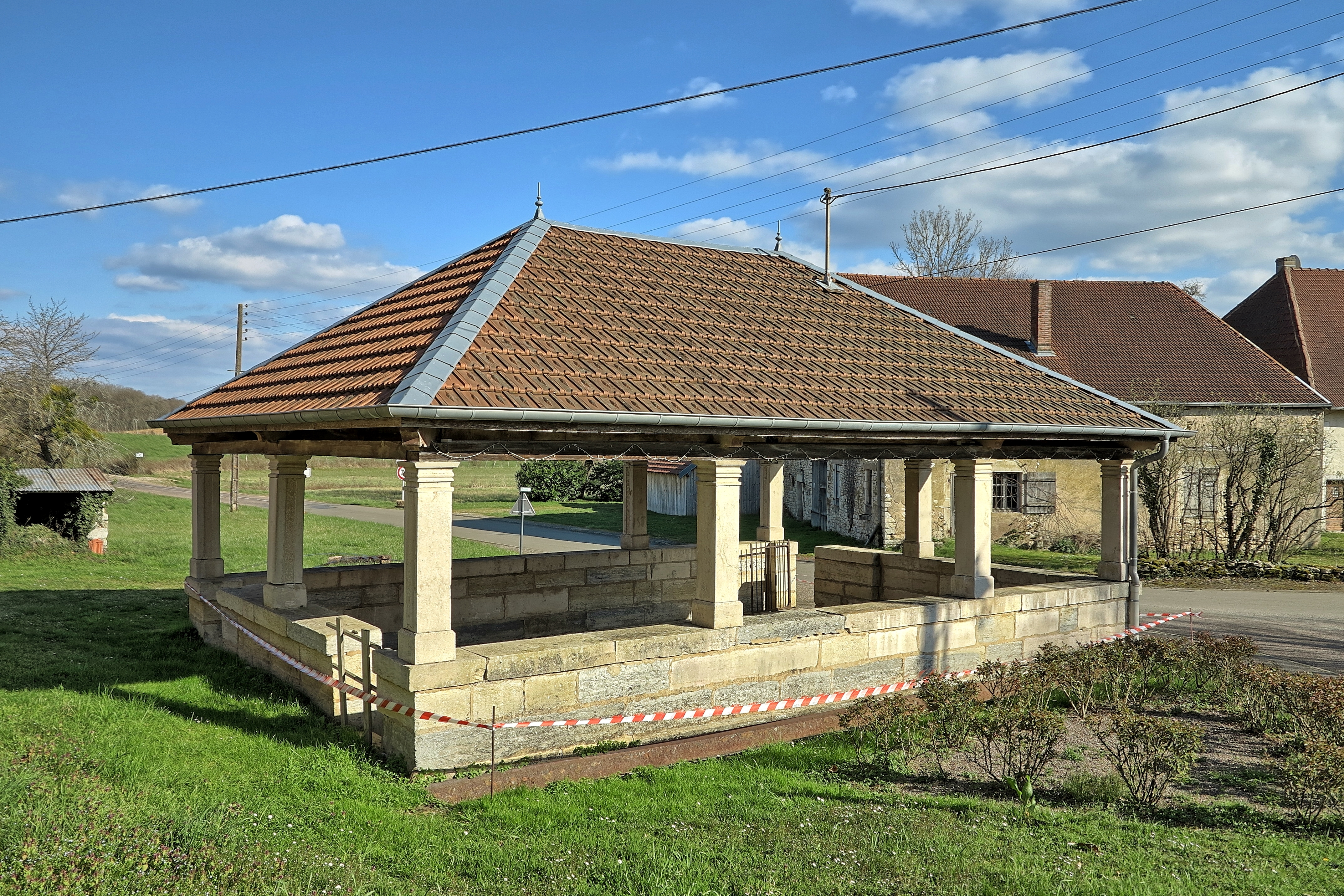
Lavoir d'Aubigney.
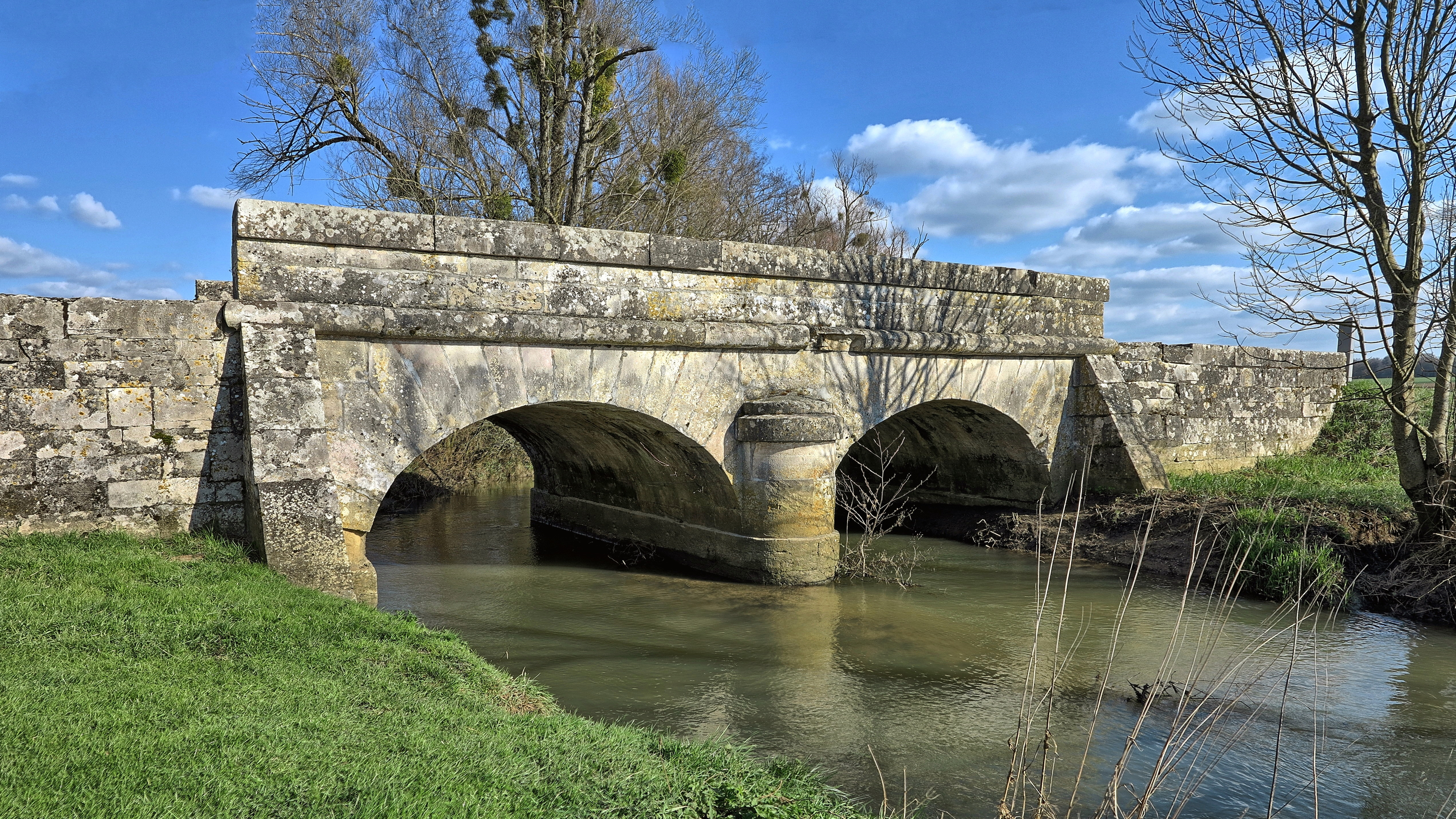
Le pont sur la Rèsie.

Montseugny
S'y dresse une église-commanderie (construction primitive du XIIe siècle). Le tympan sculpté représente le Christ en majesté entouré des quatre évangélistes. Une crypte est située sous le chœur. On y trouve une fresque du XIVe siècle, représentant le Christ en Croix.

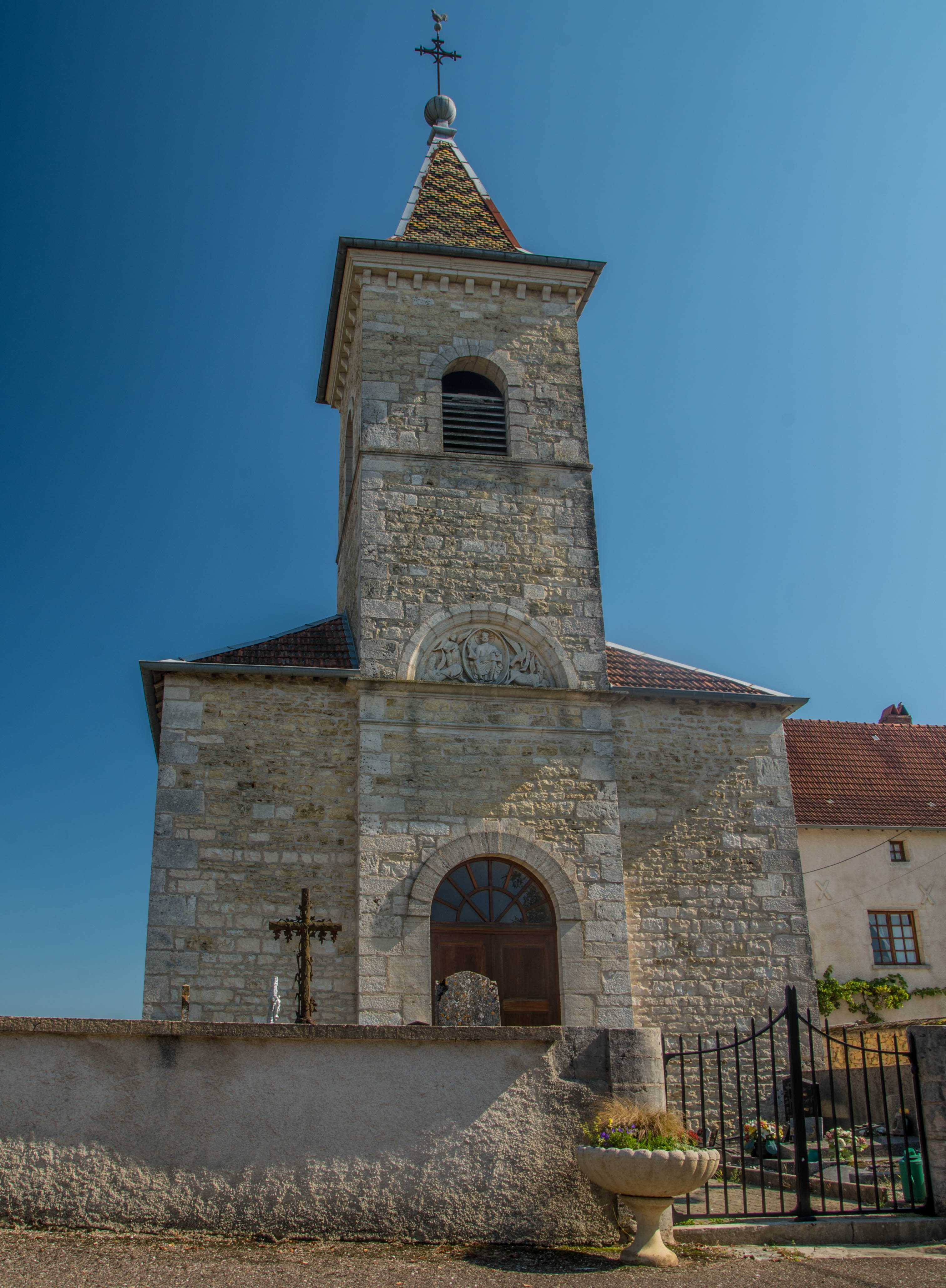
L'église de Montseugny.
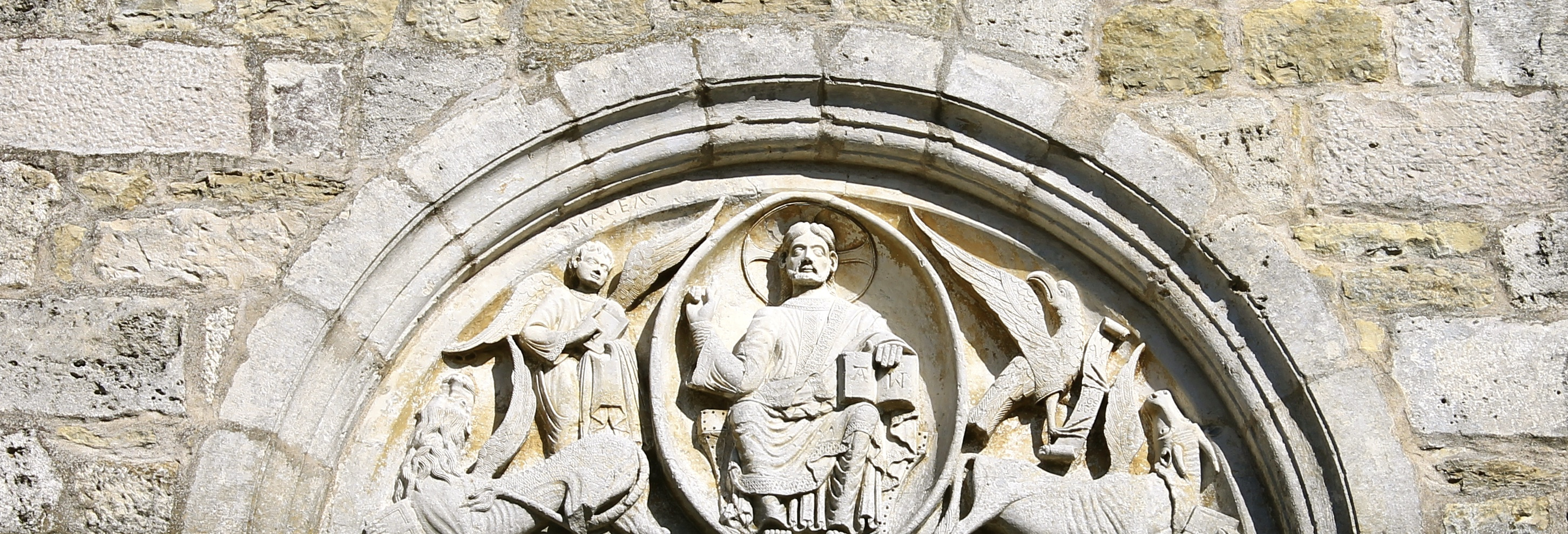
Tympan de l'église de Montseugny.
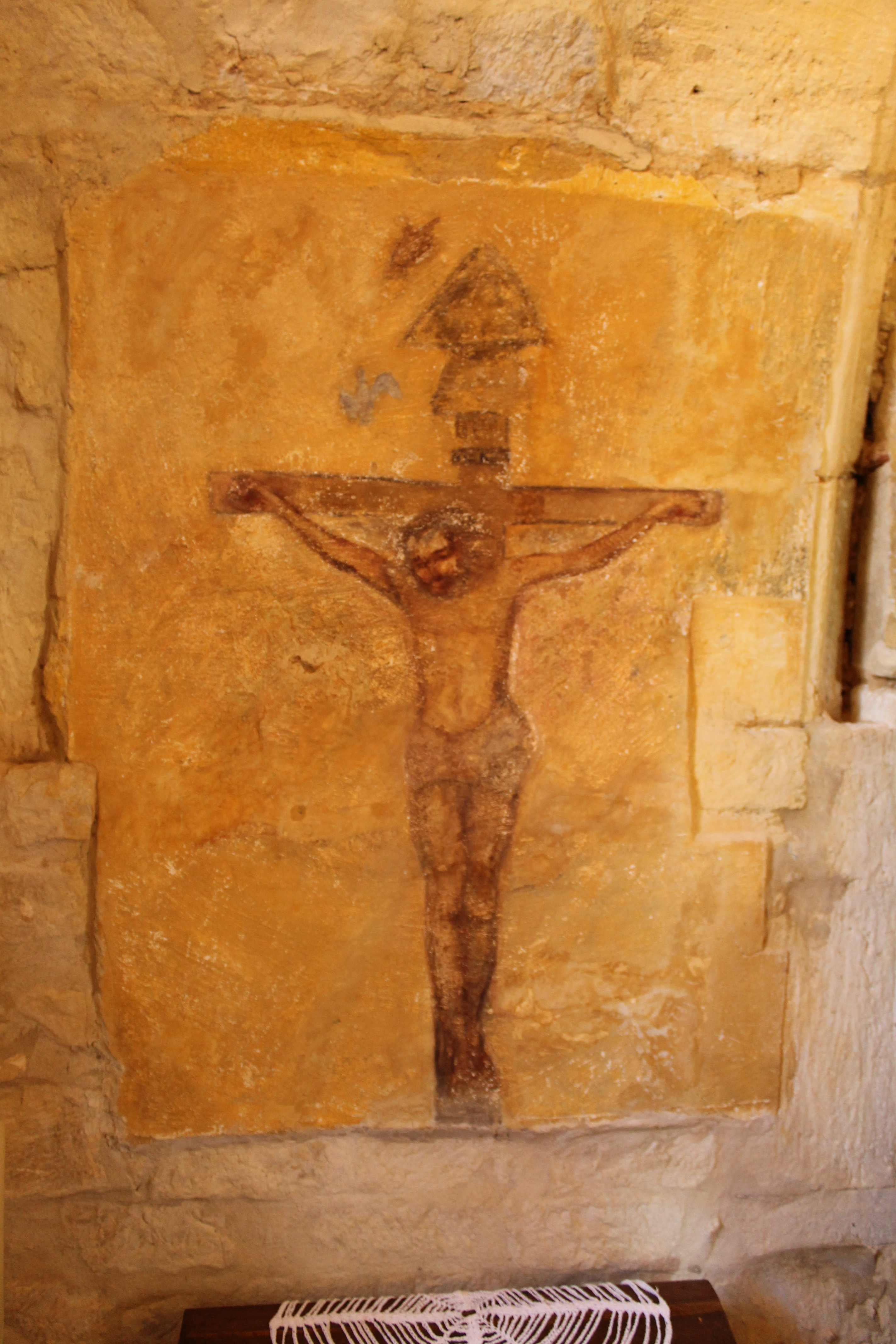
Fresque, chœur de l'église de Montseugny.

### Héraldique
| Blason de Broye-Aubigney-Montseugny | Blason  | De gueules au pairle ondé d'argent, accompagné en chef de deux clés d'or passées en sautoir, à dextre d'un besant d'argent chargé d'une croix de Malte de gueules et à dextre d'une tour d'argent. |
| Blason de Broye-Aubigney-Montseugny | Détails | Le statut officiel du blason reste à déterminer. |